# Infinite synthesis
『infinite synthesis』（インフィニット・シンセシス）は、日本の音楽ユニット・fripSideが2010年12月1日にジェネオン・ユニバーサルから発売した第2期1枚目（通算6枚目）のオリジナルアルバム。

## 内容
ボックスセット『nao complete anthology 2002-2009 -my graduation-』から約1年5ヶ月ぶり、オリジナルアルバムとしては『split tears』から2年3ヶ月ぶりのアルバム。
南條加入後の第2期fripSideとしては初のアルバムで、今作を1stアルバムと銘打っている。八木沼曰く「メジャーのレコード会社できちんと契約して出す初のアルバムなので、あえて"ファースト"と銘打たせてもらったんです」とのこと。
タイトルは直訳して「無限の統合」で、リスナーやレーベル、スタッフ皆で無限の集合体を作って盛り上がっていこうという意味が込められている。また、いろんな音がひとつにまとまった作品であること、シンセサイザーを想起させるなど、複数の意味も含まれている。アルバム収録曲とコンセプトが違うため、八木沼の意向によりシングルは前半に集中している曲順になっている。
初回限定盤と通常盤の2形態で発売された。初回限定盤は特製スリーブ仕様で、今作のリード曲「everlasting」のミュージック・ビデオとメイキング映像、今作のスポットCM映像、ヒストリー映像を収録したDVDと、12ページのフォトブックレットが同梱されている。また、タワーレコード、コミックとらのあな、ソフマップ、DISC・PIER等の特定店舗では早期購入特典として、アニメ『とある科学の超電磁砲』の登場人物である初春飾利・佐天涙子のイラストが描かれた特製ポスターと、リミックスCD『Re:product mixes ver.I.S』が同梱されている。
オリコンウィークリーチャートで初登場8位を獲得。アルバム作品で初のトップ10入りを記録した。

## 収録曲
1. only my railgun [4:11]
作詞：八木沼悟志、yuki-ka
作曲・編曲：八木沼悟志
1stシングルの表題曲。
2. LEVEL5-judgelight- [4:20]
作詞：fripSide
作曲・編曲：八木沼悟志
2ndシングルの表題曲。
3. everlasting [5:07]
作詞：八木沼悟志、yuki-ka
作曲・編曲：八木沼悟志
今作のリード曲。ミュージック・ビデオはハワイ島で撮影され、タレントの南明奈が出演している[注 1]。
ベストアルバム『the very best of fripSide -moving ballads-』にも収録。
4. late in autumn [6:05]
作詞：南條愛乃、yuki-ka
作曲・編曲：八木沼悟志
1stシングルのカップリング曲。
5. future gazer [4:04]
作詞：八木沼悟志、yuki-ka
作曲・編曲：八木沼悟志
3rdシングルの表題曲。
6. 悲しい星座 [5:56]
作詞：IKU
作曲・編曲：八木沼悟志
八木沼がIKUに提供した楽曲のセルフカバーで、原曲より伴奏がリアレンジされている。
ベストアルバム『the very best of fripSide -moving ballads-』にも収録。
7. crossing over [4:11]
作詞・作曲・編曲：八木沼悟志、川﨑海
8. closest love [4:33]
作詞：yuki-ka、八木沼悟志
作曲・編曲：八木沼悟志
タイアップ先のPCゲーム『Areas〜恋する乙女の3H〜』の特典CDに収録されていた楽曲。今作収録にあたり間奏部分に入っていた「grand blue」のメロディが削除されている。
9. meditations [6:14]
作詞：南條愛乃
作曲・編曲：八木沼悟志
10. trusty snow [5:10]
作詞・作曲：八木沼悟志
編曲：齋藤真也
11. lost answer [5:01]
作詞：八木沼悟志、川﨑海
作曲：川﨑海
編曲：八木沼悟志、川﨑海
12. eternal pain [6:13]
作詞：木村琴絵
作曲・編曲：八木沼悟志
かつて八木沼が活動していた音楽ユニット・distreviewで発表した楽曲のセルフカバー。
13. stay with you [1:41]
作詞：南條愛乃
作曲・編曲：八木沼悟志

### Re:product mixes ver.I.S
1. only my railgun [sat vs shiny RMX]
作詞：八木沼悟志、yuki-ka
作曲・編曲：八木沼悟志
リミックス：齋藤真也

1. LEVEL5-judgelight- [sat vs shiny RMX]
作詞：fripSide
作曲・編曲：八木沼悟志
リミックス：齋藤真也

### 初回限定盤DVD
- everlasting PV
- MAKING
- SPOT In Stores Now ver.
- HISTORY OF fripSide 2009-2010

## 参加ミュージシャン
fripSide
- 八木沼悟志：Synthesizer & All Instruments Programming (全曲)
- 南條愛乃：Vocal (全曲)

Additional Musician
- a2c：Guitar (#1,2,3,5,6,9,12)
- 戸口田隆広：Guitar (#4,7,8,11)
- 加藤大祐：Guitar (#10)
- 栗川雅裕：Drums (#12)
- 桃山竜二：Bass (#12)
- 大河内涼子：Violin (#12)
- 平野幸世：Viola (#12)

## タイアップ
- 独立放送局・TBS系列アニメ『とある科学の超電磁砲』前期オープニングテーマ (#1)
- 独立放送局・TBS系列アニメ『とある科学の超電磁砲』後期オープニングテーマ (#2)
- OVA『ああっ女神さまっ』限定版42巻・限定版43巻主題歌 (#3)
- OVA『とある科学の超電磁砲』オープニングテーマ (#5)
- Windows 2000/XP/Vista専用ゲームソフト『Areas〜恋する乙女の3H〜』主題歌 (#8)